# I Think I'm Paranoid
I Think I'm Paranoid è il secondo singolo estratto dall'album del 1998 Version 2.0 dei Garbage. Pubblicato durante l'estate 1998, il singolo ottenne un grande successo in tutto il mondo, seguendo la sorte dei precedenti Stupid Girl e Push It.

## Distribuzione
Il videoclip prodotto per I Think I'm Paranoid è stato girato nel maggio 1998 dal fotografo Matthew Rolston a Londra. L'idea dietro il video era di fare qualcosa di semplice, in contrasto con il video precedente di Push It, che al contrario era ricco di effetti speciali. Il video venne girato in bianco e nero, e l'ispirazione fu la copertina del disco With The Beatles dei Beatles.

## Tracce
I Think I'm Paranoid Pt.1
1. I Think I'm Paranoid
2. Deadwood
3. Afterglow

I Think I'm Paranoid Pt.2
1. I Think I'm Paranoid
2. I Think I'm Crystalized [Extended Edit]
3. I Think I'm Paranoid [Jill Stark Purity Mix]

## Classifiche
| Classifica (1998)         | Posizione massima |
| ------------------------- | ----------------- |
| Australia                 | 57                |
| Belgio (Fiandre)          | 67                |
| Francia                   | 80                |
| Germania                  | 98                |
| Nuova Zelanda             | 19                |
| Paesi Bassi               | 94                |
| Regno Unito               | 9                 |
| Stati Uniti (alternative) | 6                 |

## Date di pubblicazione
| Data di uscita | Paese       | Casa discografica   | Formato                       |
| -------------- | ----------- | ------------------- | ----------------------------- |
| 6 luglio 1998  | Europa      | BMG                 | CD maxi, CD single            |
| 6 luglio 1998  | Regno Unito | Mushroom Records UK | Musicassetta, 2×CD single set |
| 13 luglio 1998 | Regno Unito | Mushroom Records UK | 3" CD                         |
| 13 luglio 1998 | Stati Uniti | Almo Sounds         | Airplay: Modern Rock Tracks   |
| 27 luglio 1998 | Australia   | White Records       | 2×CD single set               |